# Naso (rodzaj)
Naso – rodzaj morskich ryb okoniokształtnych z rodziny pokolcowatych (Acanthuridae). Niektóre gatunki są hodowane w akwariach morskich, głównie z uwagi na atrakcyjne ubarwienie.

## Zasięg występowania
Okolice raf koralowych, ciepłe wody oceaniczne.

## Klasyfikacja
Gatunki zaliczane do tego rodzaju:
| - Naso annulatus - Naso brachycentron - Naso brevirostris – rożec plamisty, naso biały - Naso caeruleacauda - Naso caesius - Naso elegans - Naso fageni - Naso hexacanthus - Naso lituratus – rożec skrobacz - Naso lopezi | - Naso maculatus - Naso mcdadei - Naso minor - Naso reticulatus - Naso tergus - Naso thynnoides - Naso tonganus - Naso tuberosus - Naso unicornis - Naso vlamingii |

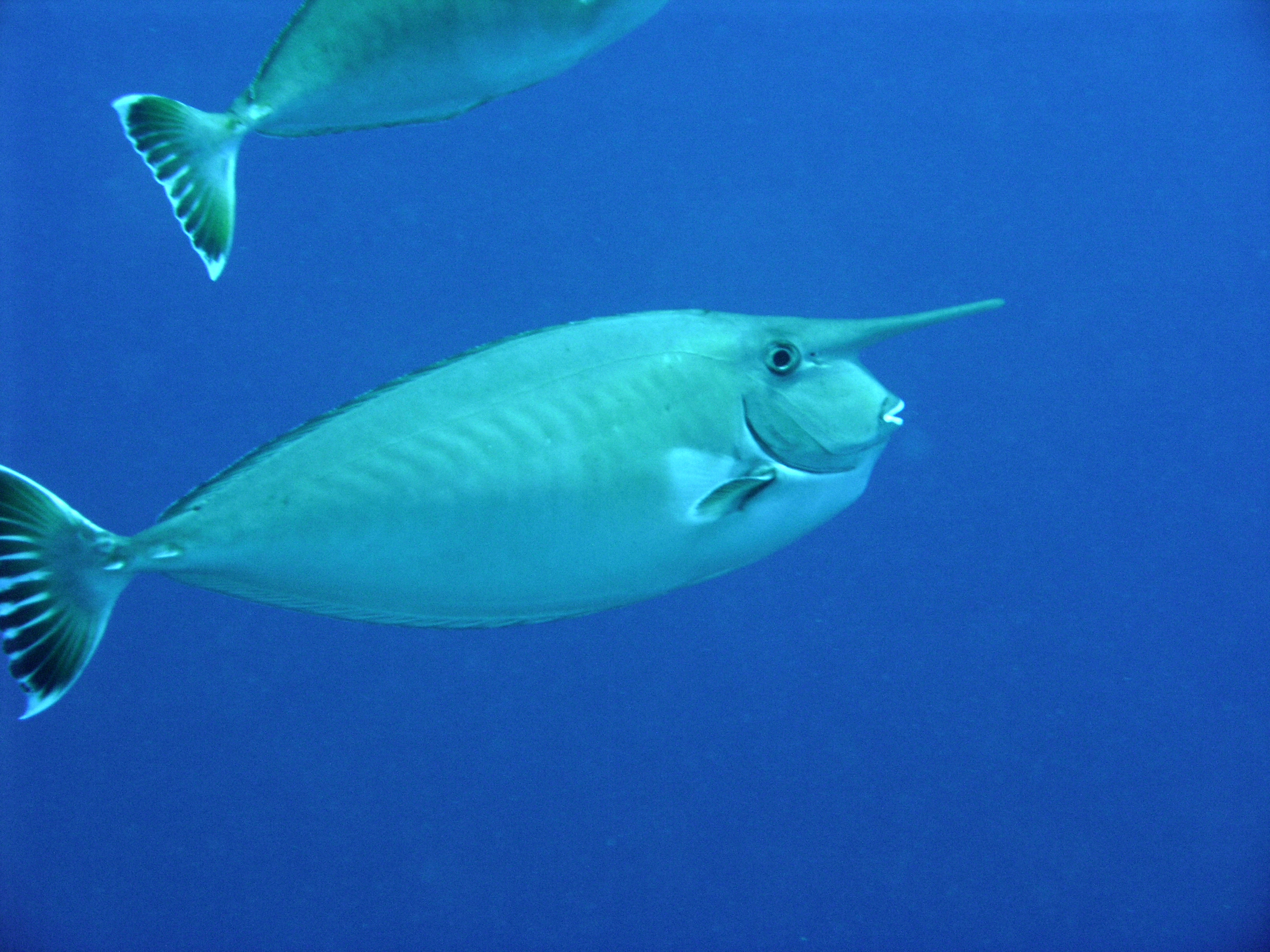
Naso annulatus
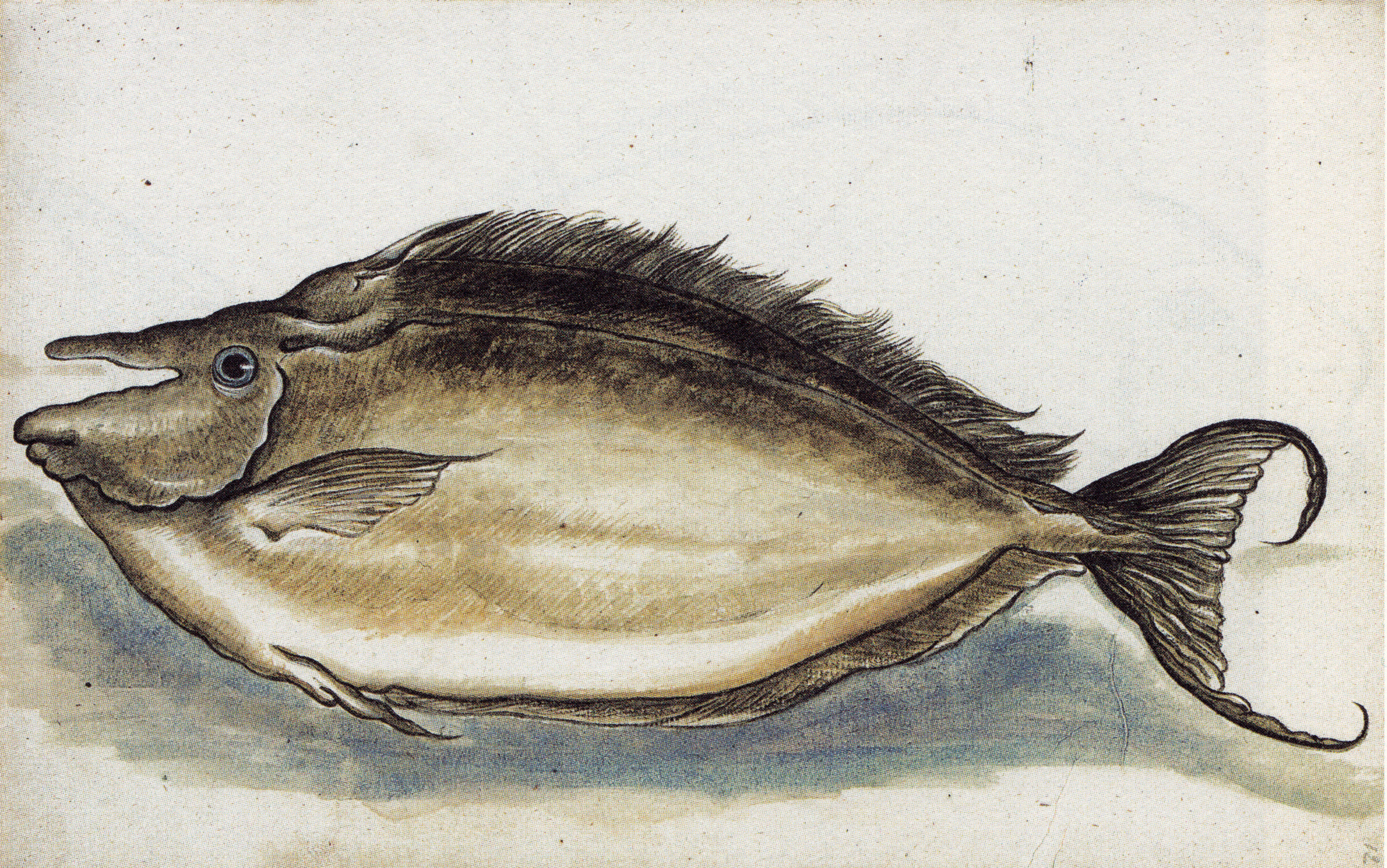
Naso brachycentron
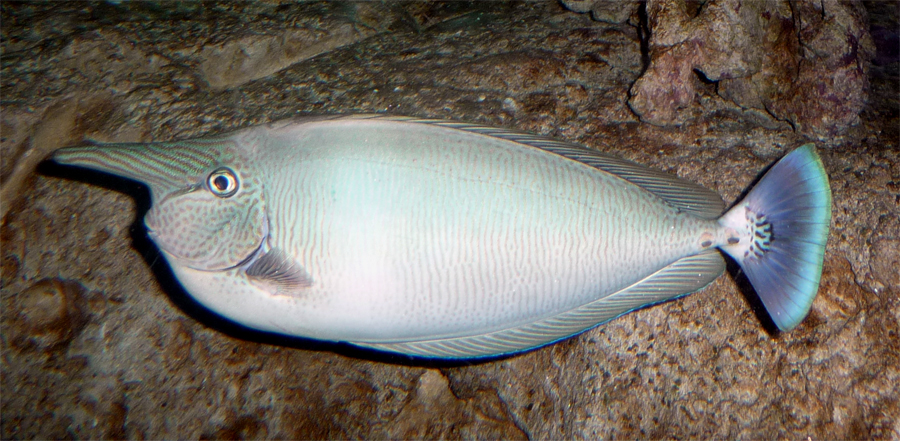
Naso brevirostris
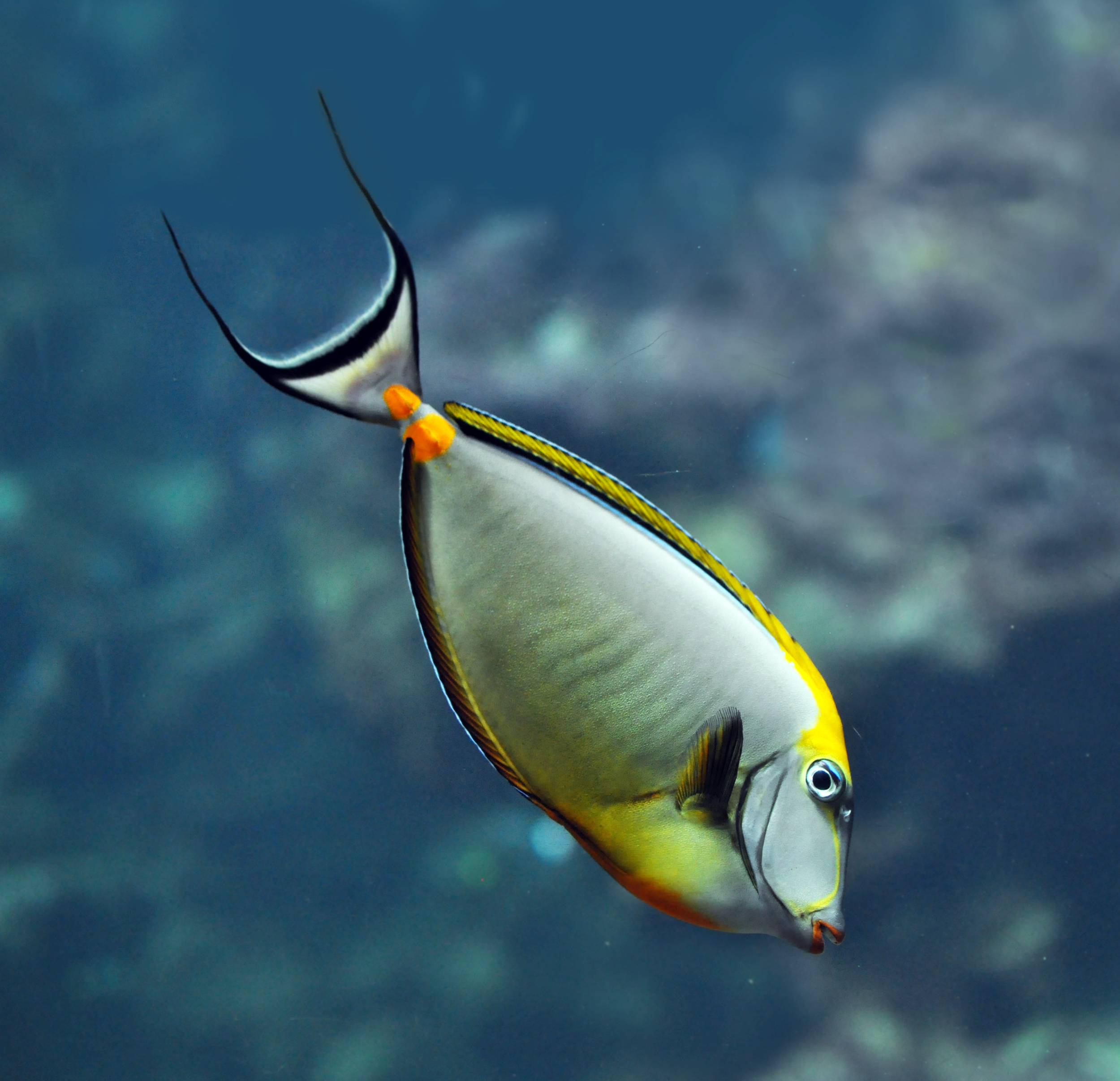
Naso elegans
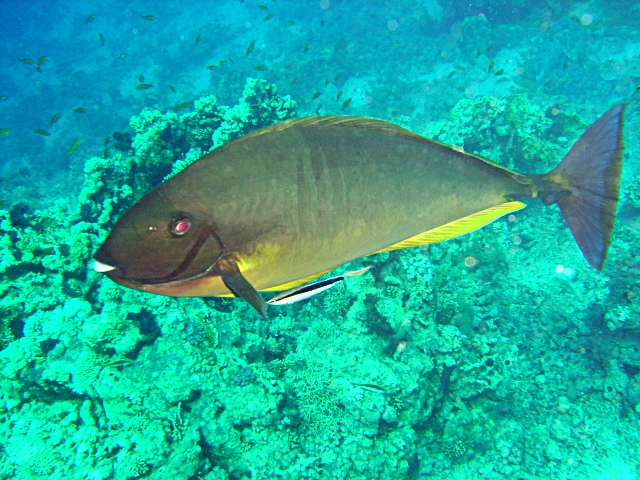
Naso hexacanthus
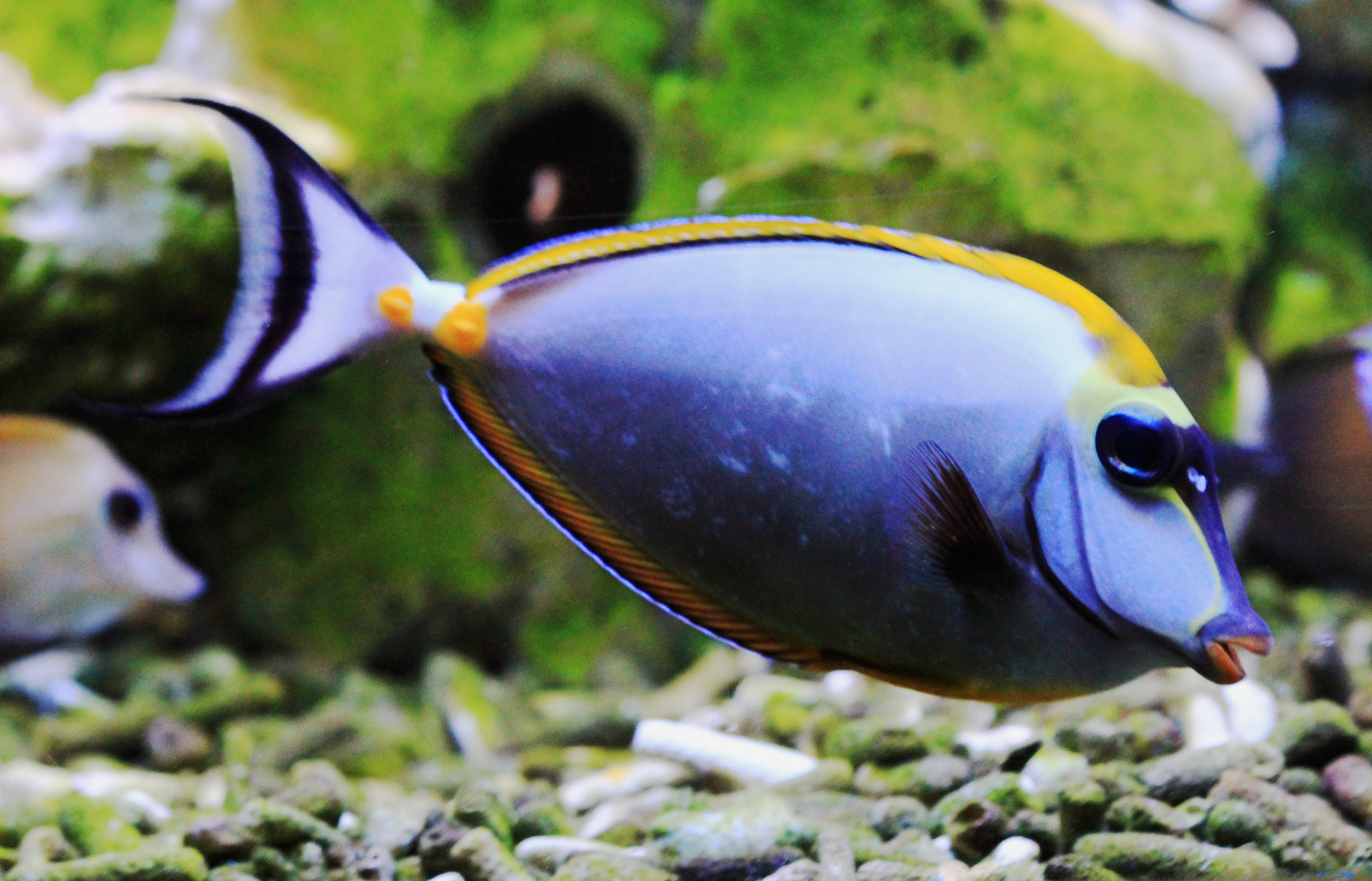
Naso lituratus
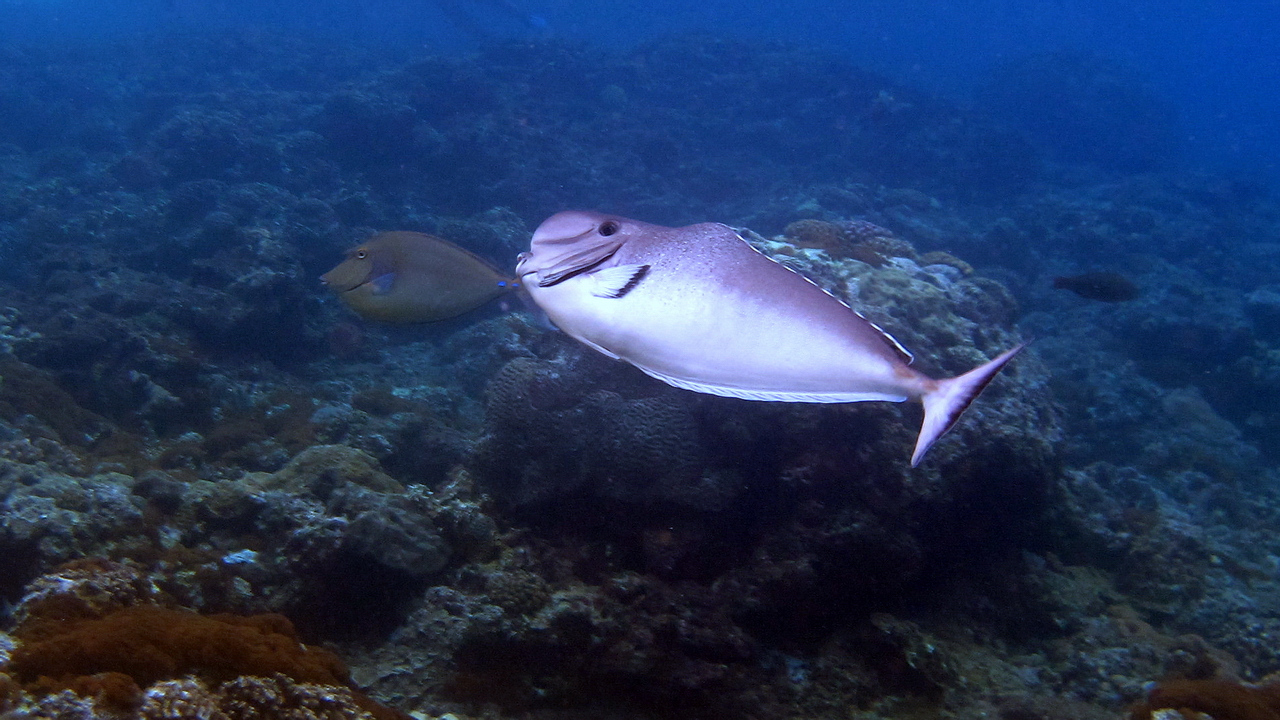
Naso tonganus
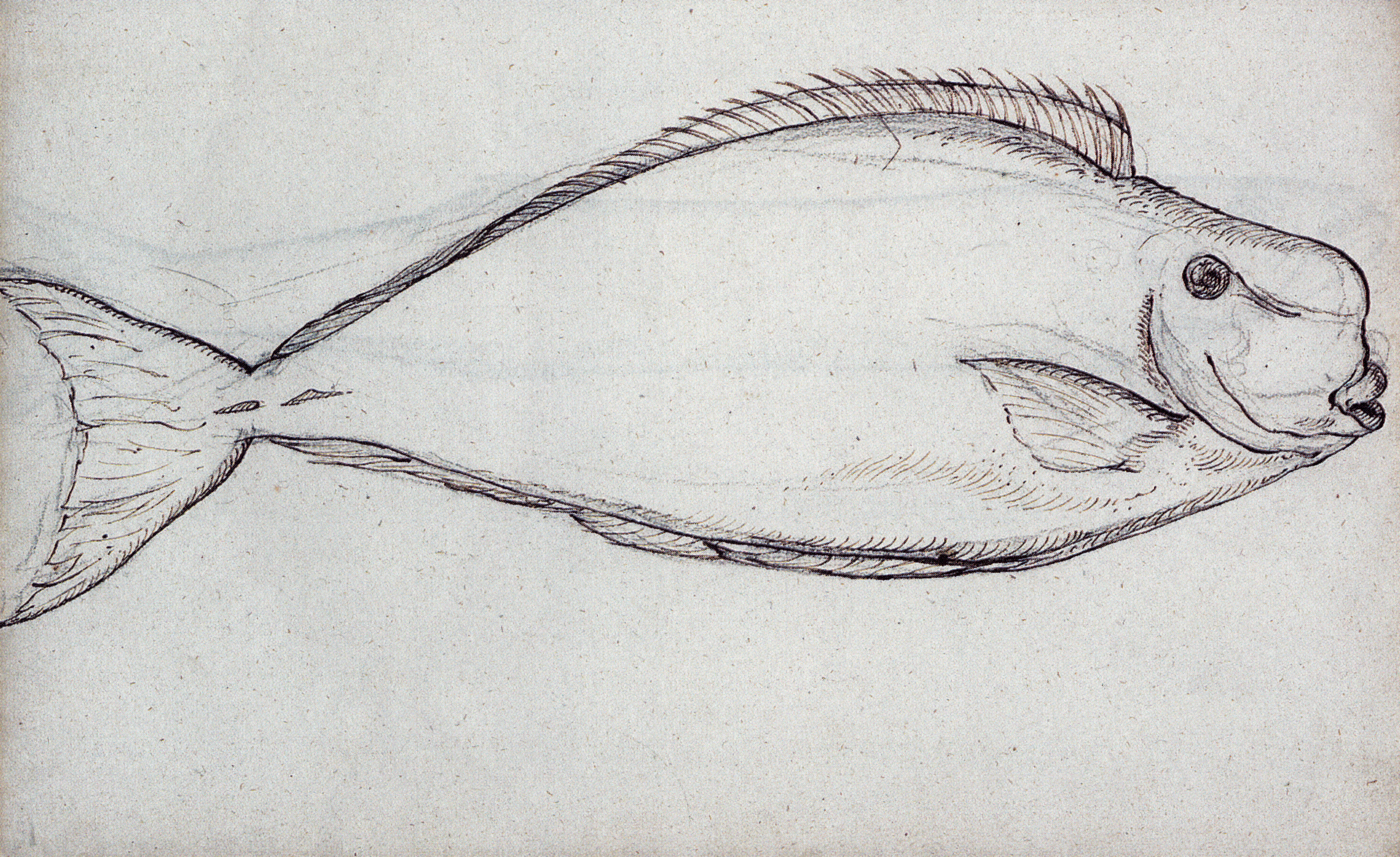
Naso tuberosus
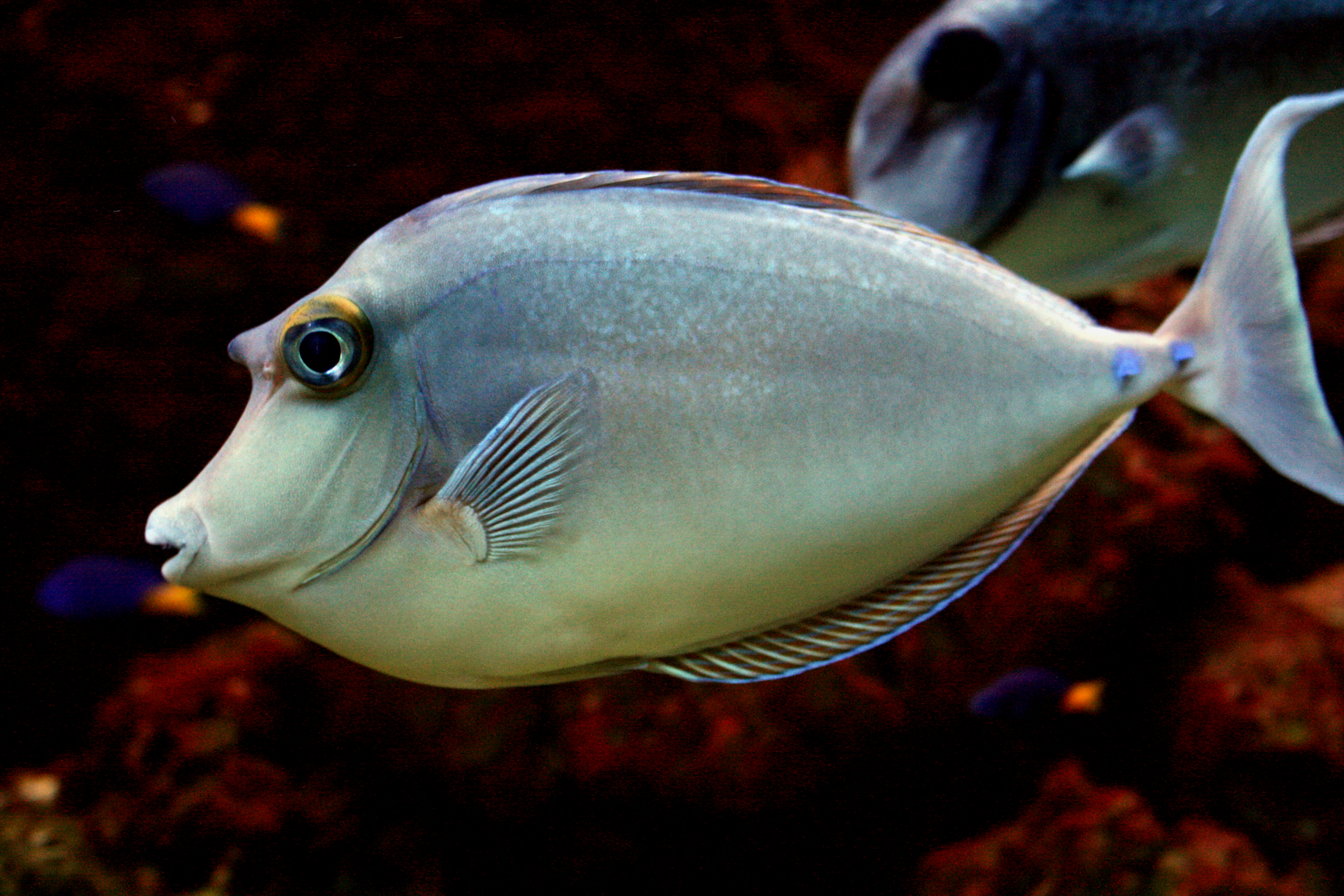
Naso unicornis
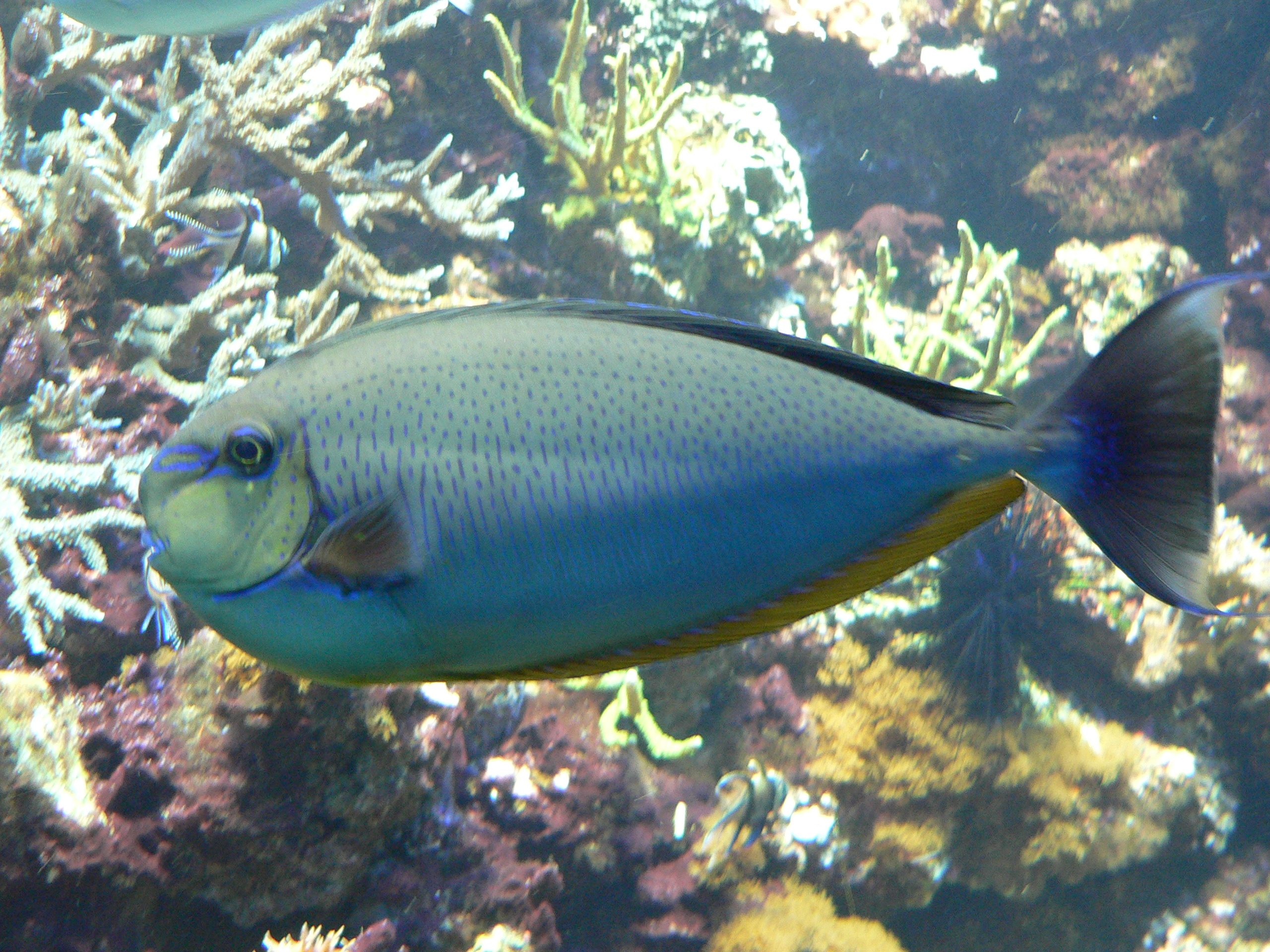
Naso vlamingii

## Cechy charakterystyczne
Kolce na nasadzie ogona są nieruchome i tylko w rodzaju Naso występują po dwa z każdej strony. U starszych osobników na czole wyrasta narośl w kształcie rogu lub garbu.

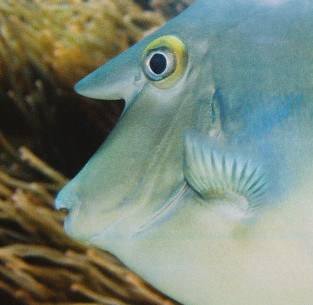
Narośl występująca na czole
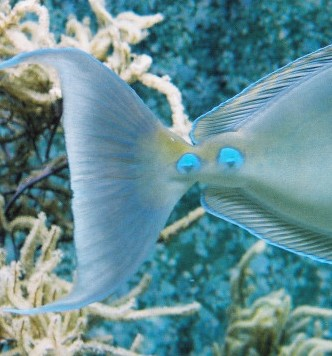
Niektóre gatunki mają podwójne kolce na płetwie ogonowej